# König-Friedrich-August-Hütte
Die König-Friedrich-August-Hütte war ein sächsisches Eisenwerk, welches sich in Dölzschen unweit von Dresden befand. Das Werk ist für die sächsische Montan- und Wirtschaftsgeschichte bedeutsam, da hier 1842 der erste mit Steinkohlenkoks betriebene Hochofen zur Eisenverhüttung in Betrieb genommen wurde.

## Geografische Lage
Das Eisenwerk lag im Tal der Weißeritz unmittelbar an der Grenze der Gemeinden Dölzschen und Potschappel. Die verkehrliche Erschließung erfolgte über die von Dresden kommende Talstraße (heute Staatsstraße 194 nach Freital). Das Werk verfügte zudem über einen Gleisanschluss an die 1855 eröffnete Strecke der Albertsbahn AG (heute Bahnstrecke Dresden–Werdau).

## Geschichte

### Früh- und Hochindustrialisierung

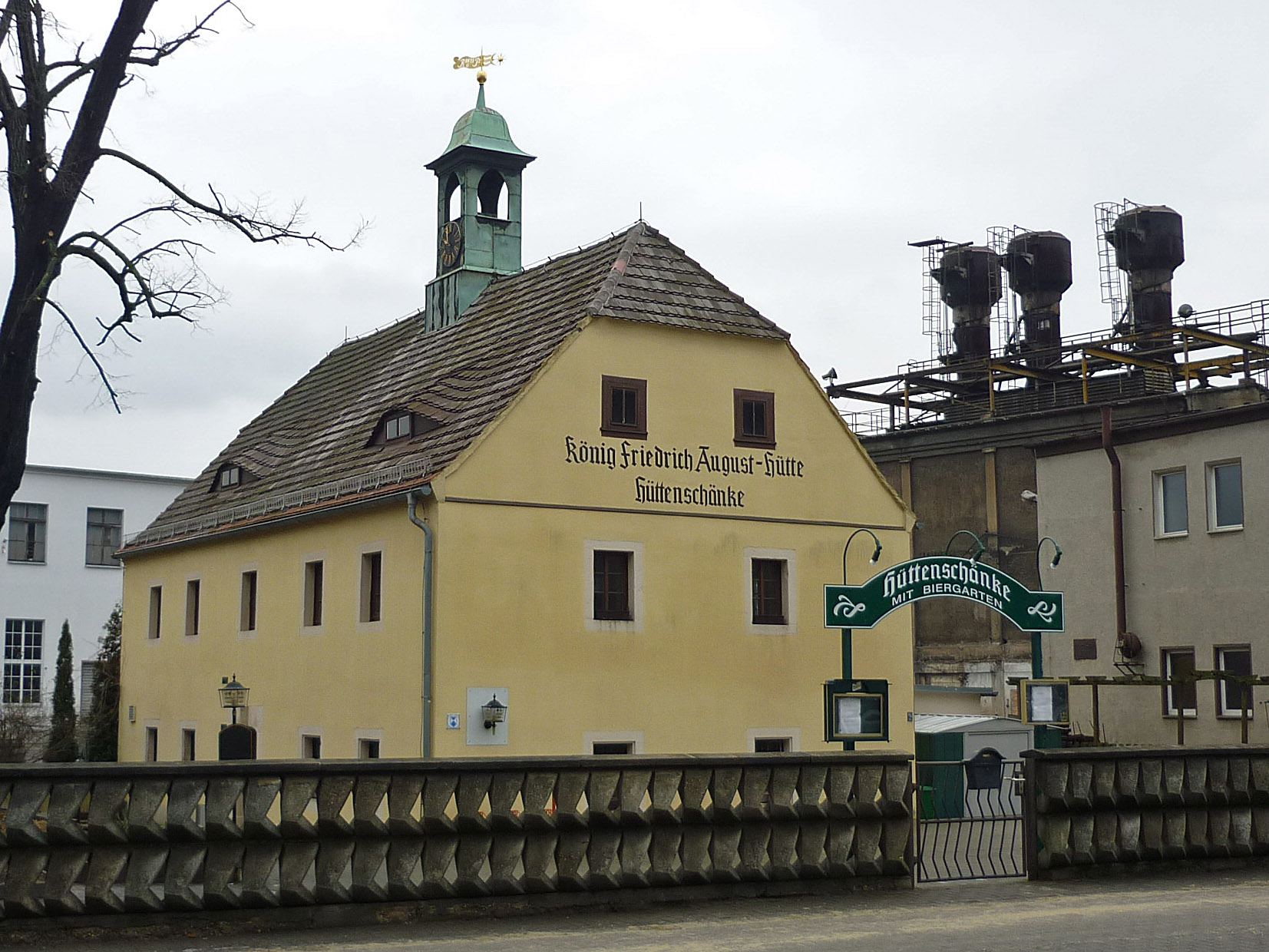
Blick auf das 1795 erbaute Hammerherrenhaus, welches später als Hüttenschänke genutzt wurde

Die König-Friedrich-August-Hütte ist aus einem Hammerwerk hervorgegangen. 1789 erwarb der aus Stolpen stammende Hammerschmied Johann Gottfried Ulbricht ein Grundstück auf den „Gitterseer Wiesen“. Hier nahm er 1794 einen Eisenhammer in Betrieb. Ein Jahr später wurde das Wohnhaus des Hammermeisters errichtet, das später als Hüttenschänke diente.
1821 erwarben zwei Dresdner Handwerksmeister das Werk. Sie errichteten 1822 auf dem Gelände ein Schlacken-, Stahl- und Eisenbad zur Behandlung von Gicht und Rheuma und erhielten 1826 auch eine Konzession zur Bewirtung und Beherbergung der Badegäste.
Im Jahr 1827 erwarb der bekannte Montanunternehmer Carl Friedrich August Dathe von Burgk das Hammerwerk. Seine 1819 gegründeten Freiherrlich von Burgker Steinkohlen- und Eisenhüttenwerke hatten in den Jahren zuvor einen rasanten Aufschwung genommen. Dathe von Burgk erkannte durch Besichtigung von Gruben und Eisenhütten in Westfalen und Belgien (unter anderem Cockerill in Seraing) bereits frühzeitig die Möglichkeiten, die eine Kombination von Steinkohlengruben mit Eisenwerken boten. Bereits 1823 setzten in seinem Werk die ersten Versuche zur Verkokung der geförderten Kohle ein.
Unmittelbar nach dem Erwerb des Eisenhammers Dölzschen, der nun als „Freiherrliches von Burgk’sches Eisenhüttenwerk“ firmierte, begannen Umbau und Erweiterungsmaßnahmen. 1828 ging hier eine Eisengießerei mit Kupolofen in Betrieb, 1835 nahm eine Maschinenfabrik ihre Arbeit auf. Zwischen 1835 und 1840 konnte Dathe von Burgk die Eisenverarbeitung von 5000 auf 10.000 Zentner verdoppeln.
1842 gelang Dathe von Burgk dann erstmals in Sachsen die Inbetriebnahme eines Koks-Hochofens. Dafür erhielt er eine staatliche Prämie in Höhe von 25.000 Talern. Der Steinkohlenkoks stammte aus den von Burgkschen Steinkohlenzechen im Plauenschen Grund, die verhütteten Erze bezog das Werk aus Berggießhübel. Hier hatte Dathe von Burgk seit etwa 1840 mehrere Magnetitzechen erworben. Nur wenig später wurde ebenfalls noch 1842 der erste Koks-Hochofen der Königin-Marien-Hütte in Cainsdorf bei Zwickau angefahren.
Im März 1846 besuchte der sächsische König Friedrich August II. das Werk, das anlässlich dieses Besuches nun als Freiherrlich von Burgksche König-Friedrich-August-Hütte bezeichnet wurde.

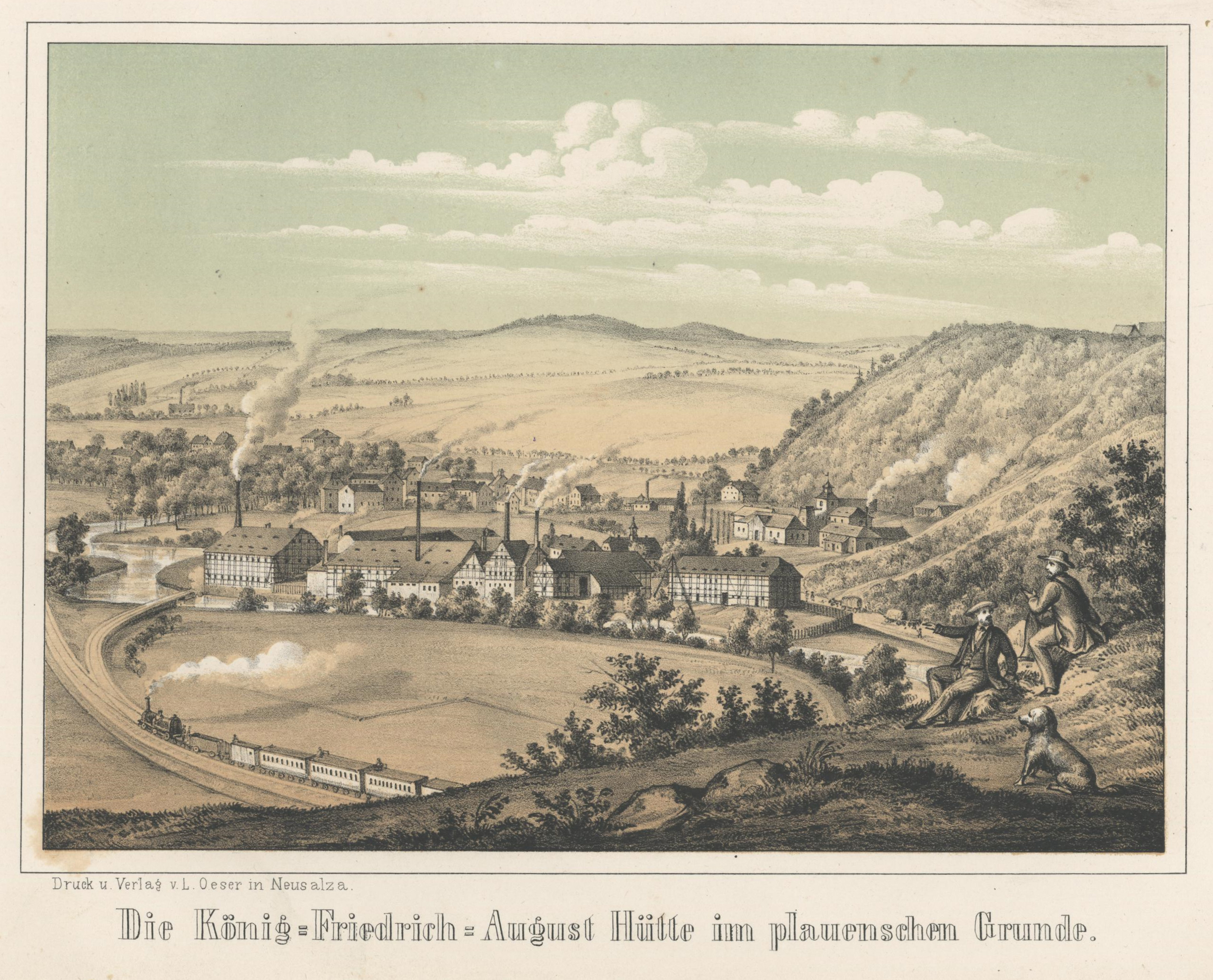
Lithographie der König-Friedrich-August-Hütte von 1856

Da die Koksqualität der Burgker Steinkohlenzechen keine dauerhafte Verhüttung ermöglichten und sich auch der Transport der Eisenerze von Berggießhübel nach Dölzschen auf Dauer als zu teuer gestaltete, wurde der Hochofen der Hütte bereits 1849 wieder stillgelegt. Das Werk wurde als Gießerei und Maschinenbauwerkstatt weitergeführt und fertigte in den 1860er Jahren unter anderem Dampfmaschinen und -kessel, guss- und schmiedeeiserne Maschinenteile, Wasserräder, Schraubenpressen und Werkzeugmaschinen.
Nach dem Tod von Dathe von Burgk (1872) ging das Werk 1873 in den Besitz der Deutschen Bank über, die es ab 1882 als Aktiengesellschaft führte. In dieser Zeit wurde das Werk modernisiert, der Betriebserweiterung musste 1873 auch das 1822 eingerichtete Schlackenbad weichen. 1897 wurde das Betriebsgelände großflächig von den Hochwasserfluten der Weißeritz überschwemmt.

### Vom Ersten zum Zweiten Weltkrieg

Aktie über 1000 RM der König Friedrich August-Hütte vom September 1929

Während des Ersten Weltkrieges wurde die König-Friedrich-August-Hütte in die Rüstungsproduktion einbezogen. Nach Kriegsende folgte der wirtschaftliche Niedergang, der 1922 zur Übernahme durch die Sächsische Maschinenfabrik Chemnitz führte, für die die Hütte vorher schon als wichtiger Lieferant tätig war. 1928 wurde die Hütte wieder als eigenständige Aktiengesellschaft aus der Sächsischen Maschinenfabrik ausgegliedert. Anfang der 1930er Jahre wurde der Geschäftsbereich der Maschinenfabrikation aufgegeben und es erfolgte der Weiterbetrieb als Eisengießerei. 1935 wurde der Guss von Leichtmetall aufgenommen.
Während des Zweiten Weltkrieges erfolgte wiederum die Einbeziehung in die Rüstungsproduktion.
Ab 1942 ist die Beschäftigung von Zwangsarbeitern nachgewiesen. Bis zu 110 Zwangsarbeiter hatten wöchentlich 60½ Stunden zu arbeiten. Ihr Wochenlohn betrug brutto 42 RM, von denen 21 RM für Verpflegung und Unterkunft und 7 RM Ostarbeiterabgabe abgezogen wurde, so dass ihnen noch 14 RM zur Verfügung standen. Untergebracht waren die Zwangsarbeiter in einer Baracke in der Burgwartstraße in Freital.

### Sowjetische Besatzungszone und Deutsche Demokratische Republik

#### Wiedereinrichtung des Gießereibetriebs
Am 14. Mai 1945 wurde der Betrieb unter die Kontrolle der Roten Armee gestellt. Die Aufsichtsratsmitglieder Hermann Hamel, Carl Graup und Richard Lieberknecht gingen in die westlichen Besatzungszonen. Am 14. Mai 1945 wurde der Betrieb wieder aufgenommen, aber nicht mit Gießereiprodukten. Es wurden zum Betrieb gehörige vier Hektar Ackerland mit Kartoffeln, Getreide und Gemüse bepflanzt. Die Rote Armee übergab den Betrieb der Landesverwaltung Sachsen als Treuhänder. Die Gusseisen-Produktion lief am 20. Juni 1945 wieder an. Die Demontage des Unternehmens begann Ende Juli 1945. Es konnten aber so viel Materialreste zurückgehalten werden, dass daraus ein 20 m hoher Kupolofen östlich der Tharandter Straße gebaut werden konnte. Der erste Eisenfluss fand am 19. Dezember 1945 statt; daraus wurden Tiegel und Pfannen für den Haushalt hergestellt. Zu diesem Zeitpunkt hatte der Betrieb 85 Beschäftigte. Der Ofenanstich fand in Anwesenheit der Vizepräsidenten der Landesverwaltung des Landes Sachsen, Kurt Fischer und Fritz Selbmann und des Oberbürgermeisters Arno Hennig der Stadt Freital statt. An diesem Tag erhielt die Hütte den neuen Namen Eisenhammer im Plauenschen Grund.
1945 und 1946 war das Werk der vor 25 Jahren gegründeten Stadt Freital zugeordnet, an deren Grenze es liegt. Durch den Volksentscheid vom 30. Juni 1946 wurde der Betrieb in Volkseigentum überführt. Vom 2. bis zum 13. Oktober 1946 veranstaltete der Betrieb in einer ihrer Hallen die „Freitaler Wirtschaftsschau“. Ende 1946 hatte der Betrieb 340 Beschäftigte.
Ab 1947 malte Gottfried Bammes, der spätere Anatom, Szenen aus dem Betriebsalltag. Im März 1947 beteiligte sich das Werk an der Leipziger Frühjahrsmesse. 1949 begann der Werkdirektor Fritz Naumann mit der Entwicklung des Schlackensand-Formverfahrens. Kupolofenschlacke sollte den fehlenden Zementsand ersetzen. Am 7. Juli 1950 wurde das erste Gussstück nach diesem Formverfahren gegossen. Für seine Erfindung erhielt Naumann den Nationalpreis III. Klasse.

#### Kokillenguss
1952 begannen Versuche mit der Produktion von Kokillenguss. Die ersten Kokillen waren offene Schüttkokillen, die von Neuerern im Betrieb selbst hergestellt wurden. In den Jahren 1953 und 1954 wurde der Leichtmetallguss ausgelagert, und der Maschinenbau eingestellt. In die freiwerdenden Räume wurden Einrichtungen für die Produktion von Kokillengrauguss installiert. Das Eisen wurde mit einem Elektrokarren vom Kupolofen östlich der Tharandter Straße zu den Kokillen westlich der Tharandter Straße transportiert. 1955 produzierten 695 Arbeiter 9.051 t Grauguss. Jeder Produktionsarbeiter stellte 17,6 t Grauguss her.

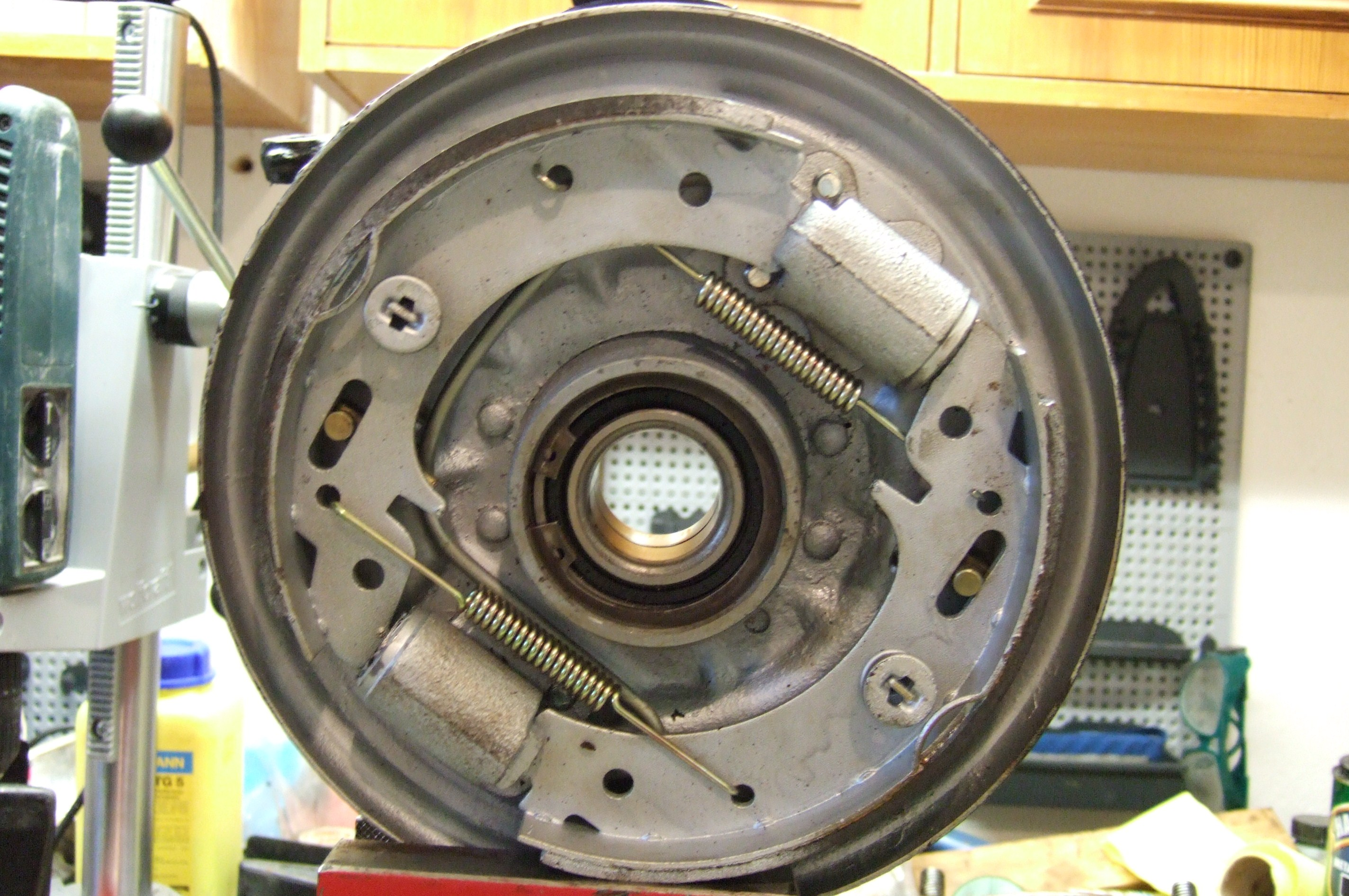
Duplexbremse für Trabant 601

1956 wurde eine Entwicklungsstelle für Kokillenguss eingerichtet. Sie befasste sich mit angewandter Forschung und Grundlagenforschung der Kokillengießtechnologie, und mit Markt- und Bedarfsforschung. Auf selbstgebauten Kniehebelmaschinen und ersten hydraulischen Gießmaschinen wurden 1958 Rundgüsse, Kupplungsteile und Mahlkörper für Zementmühlen gefertigt. Im selben Jahr legte ein Hochwasser der benachbarten Weißeritz den Betrieb vom 5. bis zum 9. Juli still und richtete einen Schaden von 1,3 Mio. Mark an. 1959 und 1960 wurde das Produktionsprogramm verkleinert. 1959 begann der Betrieb, auf einem selbstgebauten Gießkarussell Bremstrommeln für den PKW Trabant P 50 zu gießen und einbaufertig zu bearbeiten. Später produzierte das Werk auch die Bremstrommeln für den PKW Trabant 601.
Nach dem Mauerbau im August 1961 wurde aus Westdeutschland kein Sonderroheisen der Qualität DKC mehr geliefert. Das Eisenhammerwerk war in der Lage, schon am 2. September 1961 die ersten 200 t dieser Qualität zu liefern.
1963 konnten 500 Arbeiter 20.000 t Grauguss fertigen. Durch Weiterentwicklung des Kokillengießverfahrens konnten im selben Jahr erstmals Zylinderlaufbuchsen in der Kokille statisch vergossen werden. Sie hatten weit bessere Eigenschaften als die im Sandguss- oder Schleudergießverfahren hergestellten Buchsen. Es wurden 115.000 Zylinderlaufbuchsen für den Traktor Zetor in die Tschechoslowakei geliefert; sie waren der erste Export nach 1945. Das Werk ließ für diese Zylinderlaufbuchsen das Warenzeichen edko eintragen, das Silbenkurzwort für Eisenhammer Dresden Kokillenguß war. Das Kurzwort wurde später auch bei anderen Produkten eingesetzt.

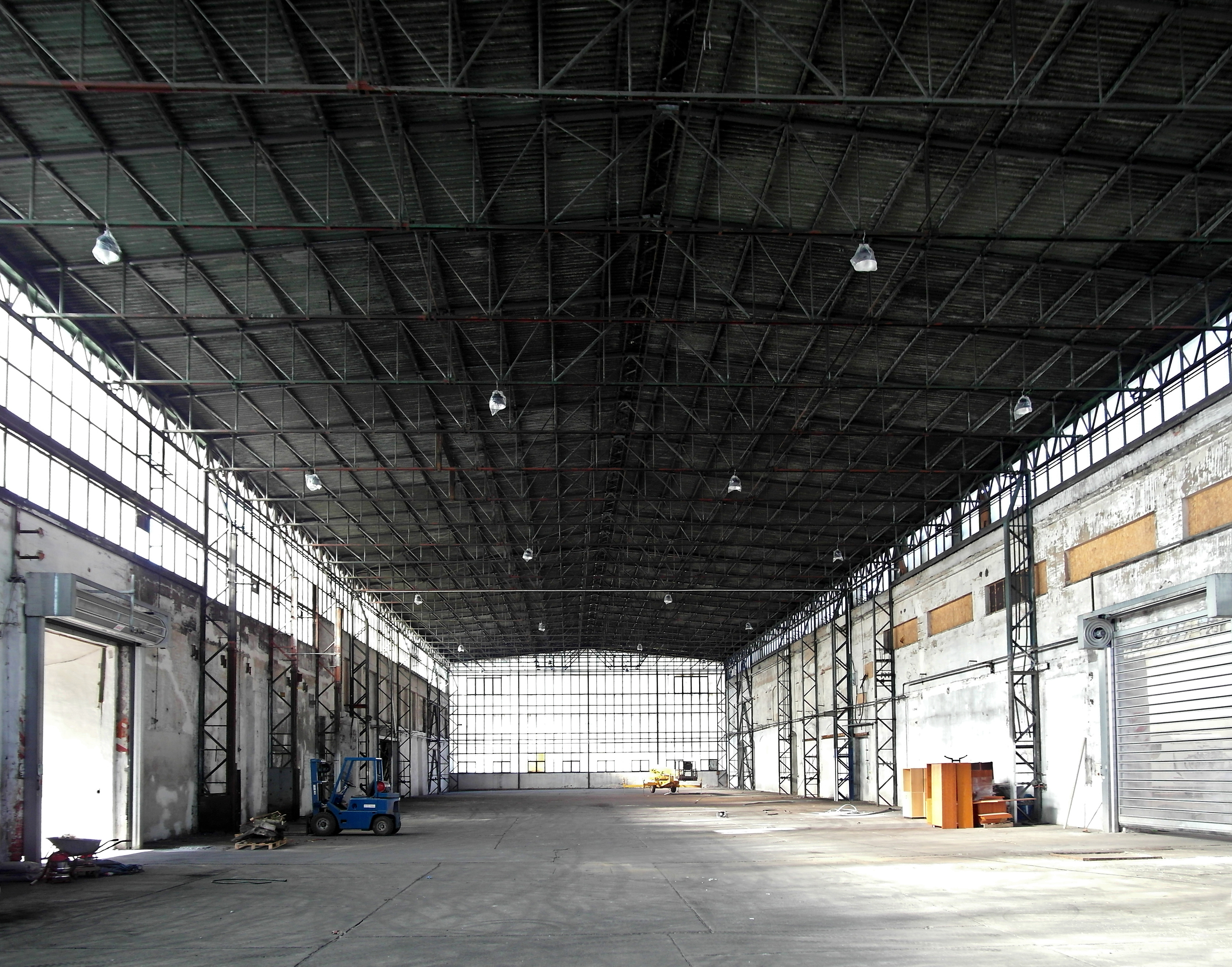
Halle für neun Giesskarussells

1964 wurden vier Heißwindkupolöfen östlich der Tharandter Straße errichtet, die 2019 abgebrochen wurden. Der VEB Eisenhammer Dresden wurde Leitbetrieb der Erzeugnisgruppe Kokillengrauguss, der der Betriebsteil Mölkau des VEB Gießereianlagen Leipzig, der VEB Vereinigte Gießereien Aue, der VEB Pressenwerk Bad Salzungen, der VEB Stahl- und Hartgußwerk Bösdorf und das Unternehmen Gelbrich und Ullmann in Netzschkau angehörten. Die Erzeugnisgruppenarbeit diente der Vermittlung gegenseitiger Erfahrungen. Nach fünf Jahren wurde die produktionsbezogene Erzeugnisgruppe durch eine sortimentbezogene Erzeugnisgruppe ersetzt. Die Brigade Roter Stern erhielt als erste des Werkes den Titel Kollektiv der sozialistischen Arbeit. 1968 wurde östlich der Tharandter Straße anstelle der alten Werkshallen mit Sheddächern ein neuer Leichtmetallbau errichtet. Im selben Jahr wurde mit Studien für eine Gießereianlage für Bremstrommeln für den LKW IFA W50 begonnen. Am 1. Januar 1969 wurde der VEB Radeberger Eisengießerei und Formenbau dem Eisenhammer angegliedert. In diesem Betrieb wurden Gussteile für den PKW-Bau hergestellt. 1969 wurde mit dem jugoslawischen Unternehmen Metalna Maribor ein elektrisch angetriebenes Gießkarussell entwickelt. Da kein Hersteller dieses Gießkarussell bauen wollte, baute das Werk in Eigenleistung neun Gießkarussells, von denen vier am 4. August 1969 und die restlichen fünf am 7. Oktober 1969 in Betrieb gingen. Bei der Inbetriebnahme des Produktionsabschnitts war der Leiter der staatlichen Plankommission, Gerhard Schürer anwesend. Die gegossenen Bremstrommeln wurden auf sowjetischen Mehrspindeldrehautomaten mechanisch weiterbearbeitet.
1970 wurde der VEB Metallgußkombinat Leipzig gebildet, der der VVB Gießereien unterstand. Stammwerk des Kombinats war der VEB Metallgußwerk Leipzig. Dem Kombinat gehörten außerdem an die VEB Druckguß Heidenau, Metallgußwerk Dresden, Druckguß- und Kolbenwerke Harzgerode und das Feingußwerk Lobenstein. Das ehemalige Herrenhaus der König-Friedrich-August-Hütte, die Hüttenschänke, wurde rekonstruiert. Das Jahr 1970 war schwierig für das Eisenhammerwerk, weil der Bedarf der Volkswirtschaft nach Guss sprunghaft gestiegen war. Deswegen wurde am 4. April 1971 in der Kokillengießerei der Zweischichtbetrieb aufgenommen. Im Februar 1972 wurden drei Induktionsschmelzöfen in Betrieb genommen, außerdem wurde ein Gattierungsplatz östlich der Tharandter Straße mechanisiert. 1974 wurden sieben Modellbaubetriebe und eine Leichtmetallgießerei dem Eisenhammerwerk zugeordnet. Im selben Jahr wurde in der Kokillengießerei und der Metallbearbeitung der Dreischichtbetrieb eingeführt. Ab der Auflösung der VVB Gießereien 1978 wurde der VEB Eisenhammerwerk Dresden-Dölzschen dem Kombinat Gießereianlagenbau und Gußerzeugnisse unterstellt.

#### Spezialisierung auf Bremstrommeln
In den Jahren 1975 bis 1985 wurde das Kokillengießverfahren auf Fahrzeugteile hin spezialisiert. 1977 wurde die Heizungs- und Warmwasseranlage auf sowjetisches Erdgas umgestellt. Die mechanische Bearbeitung und der Modellbau wurden erweitert. Zum ersten Januar 1987 wurde der VEB Eisenhammerwerk Dresden-Dölzschen dem VEB IFA-Kombinat Personenkraftwagen Karl-Marx-Stadt zugeordnet. Zum ersten Januar 1989 wurden die VEB Eisenhammerwerk Dresden-Dölzschen und Vereinigte Metallgußwerke Dresden zusammengelegt. Im Juli und August 1989 fand eine Ausstellung „200 Jahre Eisenhammer im Plauenschen Grund“ im Haus der Heimat in Freital statt.

#### Persönlichkeiten des Eisenhammerwerks Dresden-Dölzschen
- Betriebsdirektoren: Johannes Scholz, Fritz Naumann, Walter Pfeil, Heinz Hupfer (1963–1972), Wolfgang Haude, Klaus Dressel
- Parteisekretäre: Schmidt, Siegfried Seifert
- Betriebsrat und BGL-Vorsitzender: Schulze, Schlichtkruhl
- Kampfgruppenkommandeure: Kurt Kaden, Konrad Stock, Wolfgang Scheinpflug
- Ehrungen: Fritz Naumann, Nationalpreis III. Klasse für Schlackensand-Formverfahren, 1951; Edwin Bakovsky, Verdienter Techniker des Volkes für Einführung des Kokillengießverfahrens, 1965; Siegfried Jähn, Orden Banner der Arbeit, 1969; Otto Berger, Held der Arbeit, 1974; Wolfgang Haude, Verdienstmedaille der DDR, 1974; Hans Eichhorn, Verdienstmedaille der DDR, 1974.

### Nach der Wende

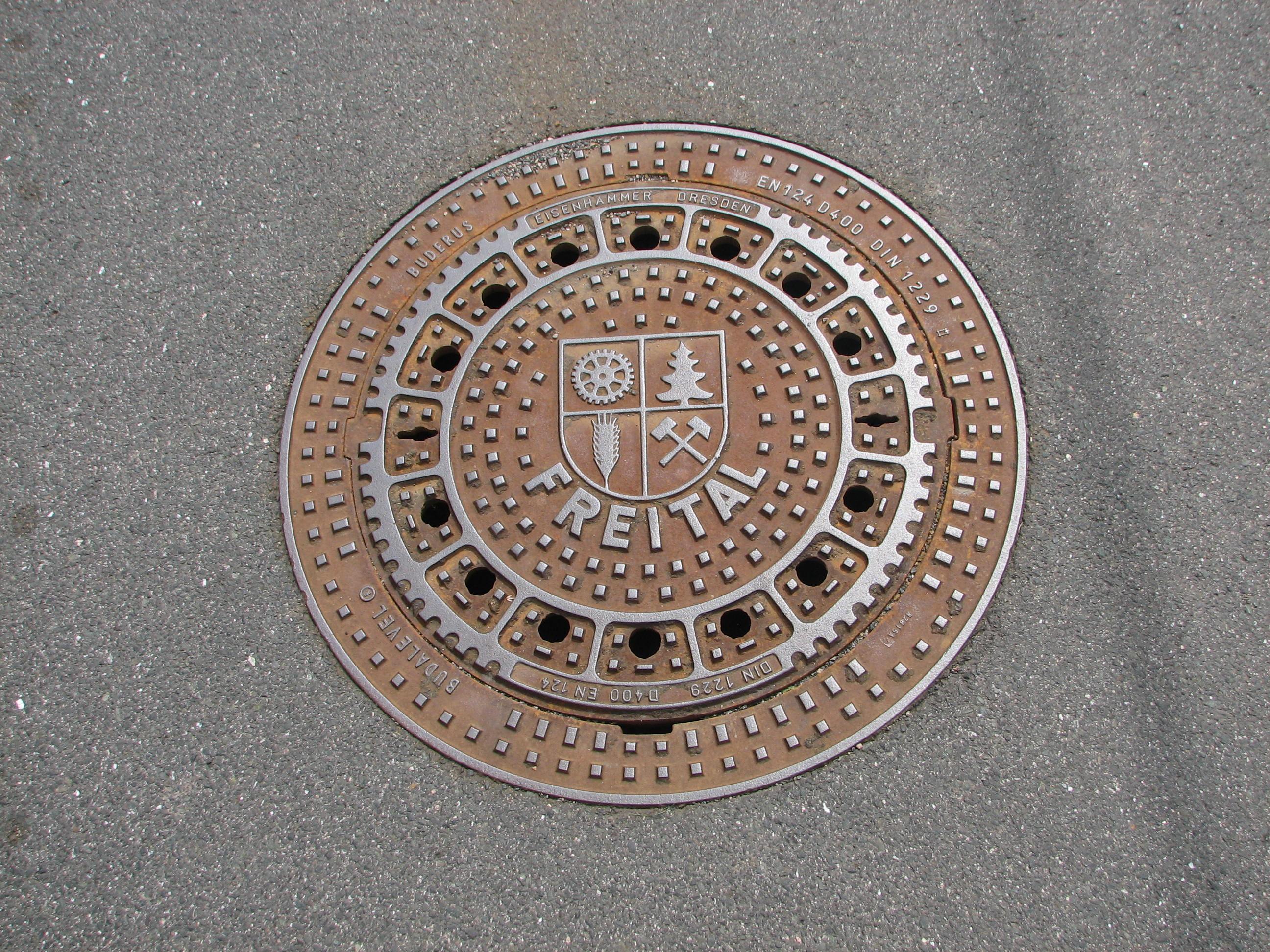
Vom EHD hergestellte Schachtabdeckung in Freital

Im Zuge der Wende wurde der Betrieb von der Treuhandanstalt 1991 als „nicht sanierungsfähig“ beurteilt. Die Bremstrommeln fanden keine Abnehmer mehr, da der LKW IFA W50, der Kleintransporter Barkas B 1000 und die PKW Wartburg und Trabant 601 nicht mehr gebaut wurden. Daraufhin übernahmen 1993 ehemalige Werksangehörige im Zuge eines Management-Buy-outs das privatisierte Unternehmen. Das Werk firmierte als EHD Eisenhammer Dresden GmbH & Co. KG und spezialisierte sich auf die Herstellung von Schachtabdeckungen. 2013 ging das Werk in die Insolvenz und wurde aufgelöst. Die Flächen werden unter der Bezeichnung Industriepark teilweise wieder vermietet.
Von der historischen Bausubstanz blieb das 1795 erbaute Gebäude des Hammerherrenhauses (Hüttenschänke) erhalten, welches unter Denkmalschutz steht.